# Plethadenia
Plethadenia, od grmova iz porodice rutovki (Rutaceae) smješten u potporodicu Zanthoxyloideae. Pripadaju mu dvije vrste sa Kube i Hispaniole

## Vrste
1. Plethadenia cubensis Urb.
2. Plethadenia granulata (Krug & Urb.) Urb.